# Skarface
Skarface es un grupo de ska francés formado en mayo de 1991. El nombre del grupo tiene relación con la palabra inglesa scarface, a la que siendo un grupo de ska transformaron en su nombre.

## Discografía
- Cheap Pounk Skaaaaaa! (1992)
- Hold up in Skacity (1993)
- Live, Panic & Chaos (1994)
- Sex, Scooters & Rock'n'Roll (1995)
- Skankuat Nec Mergitur!!!!! (1996)
- Skuck off!! (1997)
- Full Fool Rules (1998)
- Best & Next (1999)
- Last Music Warrior (2000)
- Merci (CD Aniversario) (2001)
- Mythic Enemy #1 (2003)
- Skarface/Tornados (2003)
- Longlife legendary bastards (2008)